# (24748) Nernst
(24748) Nernst ist ein Asteroid des Hauptgürtels, der am 26. September 1992 von den deutschen Astronomen Freimut Börngen und Lutz D. Schmadel an der Thüringer Landessternwarte Tautenburg (IAU-Code 033) in Thüringen entdeckt wurde.
Der Asteroid ist nach dem deutschen Physiker und Chemiker Walther Nernst (1864–1941) benannt.